# Campeonato Italiano de Rugby 1952-53
El Campeonato de Rugby de Italia de 1952-53 fue la vigésimo tercera edición de la primera división del rugby de Italia.

## Sistema de disputa
El torneo se disputó en formato liga en donde cada equipo enfrentaba a cada uno de sus rivales en condición de local y de visitante.
El equipo que al finalizar el campeonato se ubique en la primera posición se corona campeón del torneo.

## Desarrollo
- Tabla de posiciones:[1]

| Pos. | Equipo            | Encuentros | Encuentros | Encuentros | Encuentros | Tantos | Tantos | Tantos | Puntos |
| Pos. | Equipo            | PJ         | PG         | PE         | PP         | F      | C      | Dif    | Puntos |
| ---- | ----------------- | ---------- | ---------- | ---------- | ---------- | ------ | ------ | ------ | ------ |
| 1.º  | Rovigo            | 18         | 13         | 2          | 3          | 179    | 43     | +136   | 28     |
| 2.º  | Rugby Parma       | 18         | 13         | 2          | 3          | 165    | 66     | +99    | 28     |
| 3.º  | A.S. Rugby Milano | 18         | 12         | 2          | 4          | 127    | 60     | +67    | 26     |
| 4.º  | Rugby Roma        | 18         | 10         | 4          | 4          | 104    | 56     | +48    | 24     |
| 5.º  | Petrarca Padova   | 18         | 8          | 3          | 7          | 86     | 90     | -4     | 19     |
| 6.º  | Rugby Brescia     | 18         | 5          | 5          | 8          | 86     | 79     | +7     | 15     |
| 7.º  | Amatori Milano    | 18         | 4          | 3          | 11         | 77     | 127    | -50    | 11     |
| 8.º  | L'Aquila Rugby    | 18         | 4          | 3          | 11         | 70     | 152    | -82    | 11     |
| 9.º  | Treviso           | 18         | 4          | 3          | 11         | 50     | 140    | -90    | 11     |
| 10.º | Partenope Rugby   | 18         | 2          | 3          | 13         | 47     | 178    | -131   | 7      |

|  | Clasifica al desempate por el campeonato. |
|  | Descenso.                                 |

### Desempate
| 12 de abril de 1953 | Rovigo | 8 - 6 | Rugby Parma |  |  |

| Bandera de Italia |
| Campeón Rovigo    |
| Tercer título     |